# Piet Reeling Brouwer
Pieter Benjamin Johan (Piet) Reeling Brouwer (Alkmaar, 28 januari 1921 – Oostzaan, 15 maart 2005) was een Nederlands politicus van de PvdA.
Hij werd geboren als zoon van Reinier Hermannus Reeling Brouwer (is gedeputeerde van Friesland geweest) en  jkvr. Cornelia Christina van Beyma. Hij is afgestudeerd in de rechten aan de Rijksuniversiteit Leiden. Na werkzaam te zijn geweest bij de gemeente Wateringen trad hij in dienst bij de gemeente Renkum waar hij hoofdcommies eerste klasse ter gemeentesecretarie was voor Reeling Brouwer in  maart 1961 benoemd werd tot burgemeester van Westzaan. In september 1969 volgde zijn benoeming tot burgemeester van Oostzaan wat hij tot zijn pensionering in februari 1986 zou blijven. Reeling Brouwer overleed begin 2005 op 84-jarige leeftijd. Zijn zoon prof. dr. Rinse Reeling Brouwer is theoloog en buitengewoon hoogleraar.